# Міжнародна боксерська асоціація
Міжнаро́дна боксе́рська асоціа́ція (англ. International Boxing Association (IBA)), раніше відома як Міжнародна асоціація аматорського боксу (англ. Amateur International Boxing Association (AIBA)) та Міжнародна федерація аматорського боксу (англ. International Federation of Amateur Boxers (FIBA)) — проросійська некомерційна боксерська організація, що санкціонує боксерські бої і надає звання чемпіона світу.
IBA була заснована в 1990-х роках Діном Чансом — колишнім професійним гравцем у бейсбол. Перший пояс чемпіона світу був вручений 3 листопада 1996 р. в Орландо Канізалесу у напівлегкій ваговій категорії. IBA стала піонером серед боксерських організацій, коли почала на початку 2000 року визначати чемпіонів жінок на світовому рівні.
Хоча звання чемпіона світу версії IBA розглядаються як незначні в порівнянні з іншими версіями, проте воно може бути трампліном для деяких боксерів, відродити свою кар'єру і боротися за престижніші титули.
З 2020 року Міжнародну боксерську асоціацію очолює російський функціонер Умар Кремльов

## Чемпіони світу версії IBA

### Список чемпіонів-чоловіків
| Вагова категорія:       | Боксер:         | Дата перемоги:   |
| ----------------------- | --------------- | ---------------- |
| Мінімальна вага         | вакансія        |                  |
| Перша найлегша вага     | Isidro Garcia   | 17 квітня 2004   |
| Найлегша вага           | вакансія        |                  |
| Друга найлегша вага     | вакансія        |                  |
| Легша вага              | вакансія        |                  |
| Друга легша вага        | вакансія        |                  |
| Напівлегка вага         | вакансія        |                  |
| Друга напівлегка вага   | Рустам Нугаєв   | 23 лютого 2008   |
| Легка вага              | Javier Jauregui | 18 вересня 2007  |
| Перша напівсередня вага | вакансія        |                  |
| Напівсередня вага       | Evans Ashira    | 14 вересня 2007  |
| Перша середня вага      | вакансія        |                  |
| Середня вага            | вакансія        |                  |
| Друга середня вага      | Beibut Shumenov | 9 травня 2009    |
| Напівважка вага         | Mairis Briedis  | 22 November 2013 |
| Перша важка вага        | BJ Flores       | 2 березня 2007   |
| Важка вага              | Джеймс Тоні     | 13 грудня 2008   |

### Список чемпіонів-жінок
| Вагова категорія:       | Боксер:         | Дата перемоги: |
| ----------------------- | --------------- | -------------- |
| Мінімальна вага         | Wendy Rodriguez |                |
| Перша найлегша вага     | Carina Moreno   |                |
| Найлегша вага           | вакансія        |                |
| Друга найлегша вага     | вакансія        |                |
| Легша вага              | вакансія        |                |
| Друга легша вага        | Ana Julaton     |                |
| Напівлегка вага         | вакансія        |                |
| Друга напівлегка вага   | вакансія        |                |
| Легка вага              | вакансія        |                |
| Перша напівсередня вага | вакансія        |                |
| Напівсередня вага       | вакансія        |                |
| Перша середня вага      | Holly Holm      |                |
| Середня вага            | вакансія        |                |
| Друга середня вага      | вакансія        |                |
| Напівважка вага         | вакансія        |                |
| Перша важка вага        | вакансія        |                |
| Важка вага              | вакансія        |                |